# Царёв, Вячеслав Фёдорович
Вячеслав Фёдорович Царёв (1940 — 16.01.2022) — профессор, заслуженный работник сельского хозяйства Российской Федерации (31.12.1997), почётный работник высшего профессионального образования Российской Федерации, ректор Ивановской государственной сельскохозяйственной академии (1999—2009).
Родился в 1940 году в д. Аносино Ковровского района Владимирской области.
После окончания средней школы работал слесарем машиностроительного завода (1957—1959).
В 1964 году окончил зоотехнический факультет Ивановского сельскохозяйственного института и по распределению работал зоотехником в колхозах Ивановской области.
В 1966 году поступил в аспирантуру кафедры физиологии и биохимии с/х животных. Под руководством профессора Н. А. Рощиной подготовил и в 1969 году защитил кандидатскую диссертацию:
- Влияние биомицина, 6-метилтиоурацила и тиреоидина на моторику рубца и сычуга, на некоторые показатели крови и газообмен у овец романовской породы : диссертация … кандидата биологических наук : 03.00.00. — Иваново, 1969. — 232 с.

Работал там же, в Ивановском СХИ (с 1995 г. Ивановская государственная сельскохозяйственная академия): ассистент, с 1973 г. доцент кафедры физиологии и биохимии с/х животных, декан ветеринарного факультета (1984—1988), проректор по научной работе (1988—1999), ректор (1999—2009), одновременно зав. кафедрой физиологии животных и фармакологии (2004—2009), с 2009 г. советник при ректорате.
В период его руководства был создан Центр содействия трудоустройству выпускников (2004), вузу присвоено имя академика Д. К. Беляева (2006), академии был передан областной аптечный склад, который в 2008 году реконструировали в учебный корпус механического факультета.
Профессор, заслуженный работник сельского хозяйства Российской Федерации (31.12.1997), почетный работник высшего профессионального образования Российской Федерации.
Сфера научных интересов — физиология и питание с/х животных.
Сочинения:
- Белковая картина и активность аминотрансфераз крови у овец / В. Ф. Царев, Т. С. Казубова, В. Н. Васюнин // Сб. науч. тр. Московск. вет. акад., 1985.-Т. 101.-С. 71-76
- Царёв В. Ф., Алексеева С. А. Интеграция науки и птицеводческих предприятий. // Матер, науч.-практич. Конф.: Наука птицеводству Ивановской области. ИГСХА. — Сергиев-Посад — Иваново — 2002. — с.35-41.
- Ферментативная активность сыворотки крови ягнят романовской породы в связи с ростом и интенсивностью роста / В. Царёв. М., 1982. — С. 74-78. — (Научные труды / МВА ; т. 124).